# Морлаас
Морлаа́с (фр. Morlaàs) — коммуна во Франции, находится в регионе Аквитания. Департамент — Атлантические Пиренеи. Административный центр кантона Пе-де-Морлаас и дю Монтанерес. Округ коммуны — По.
Код INSEE коммуны — 64405.

## География

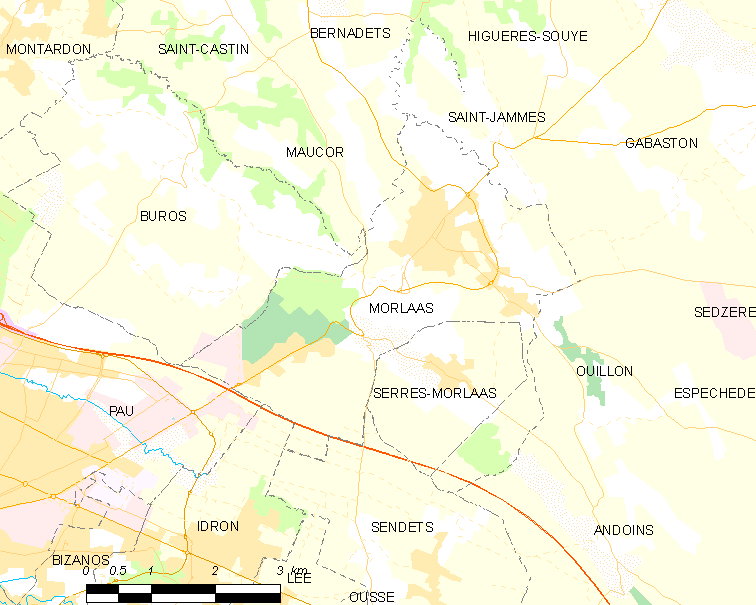
Карта коммуны

Коммуна расположена приблизительно в 650 км к югу от Парижа, в 170 км южнее Бордо, в 10 км к северо-востоку от По.
По территории коммуны протекает река Люи-де-Франс.

### Климат
Климат тёплый океанический. Зима мягкая, средняя температура января — от +5°С до +13°С, температуры ниже −10 °C бывают редко. Снег выпадает около 15 дней в году с ноября по апрель. Максимальная температура летом порядка 20-30 °C, выше 35 °C бывает очень редко. Количество осадков высокое, порядка 1100 мм в год. Характерна безветренная погода, сильные ветры очень редки.

## Население
Население коммуны на 2010 год составляло 4165 человек.
| 1962 | 1968 | 1975 | 1982 | 1990 | 1999 | 2010 |
| ---- | ---- | ---- | ---- | ---- | ---- | ---- |
| 1329 | 1478 | 1913 | 2411 | 3094 | 3659 | 4165 |

## Администрация
| Период | Период | Фамилия        | Партия | Примечания |
| ------ | ------ | -------------- | ------ | ---------- |
| 1989   | 2008   | Андре Периссер |        |            |
| 2008   | 2020   | Дино Форте     |        |            |

## Экономика
В 2010 году среди 2685 человек трудоспособного возраста (15-64 лет) 1929 года были экономически активными, 756 — неактивными (показатель активности — 71,8 %, в 1999 году было 70,0 %). Из 1929 активных жителей работали 1771 человек (921 мужчина и 850 женщин), безработных было 158 (66 мужчин и 92 женщины). Среди 756 неактивных 328 человек были учениками или студентами, 248 — пенсионерами, 180 были неактивными по другим причинам.

## Достопримечательности
- Церковь Св. Фе[фр.] (XI век). Исторический памятник с 1979 года[4]
- Церковь Св. Андрея (XI век)[5]
- Замок Сарраба (XIX век)[6]

## Города-побратимы
- Тоштедт (Германия, с 1989)
- Ункастильо (Испания)
- Мантейгаш (Португалия, с 1989)

## Фотогалерея

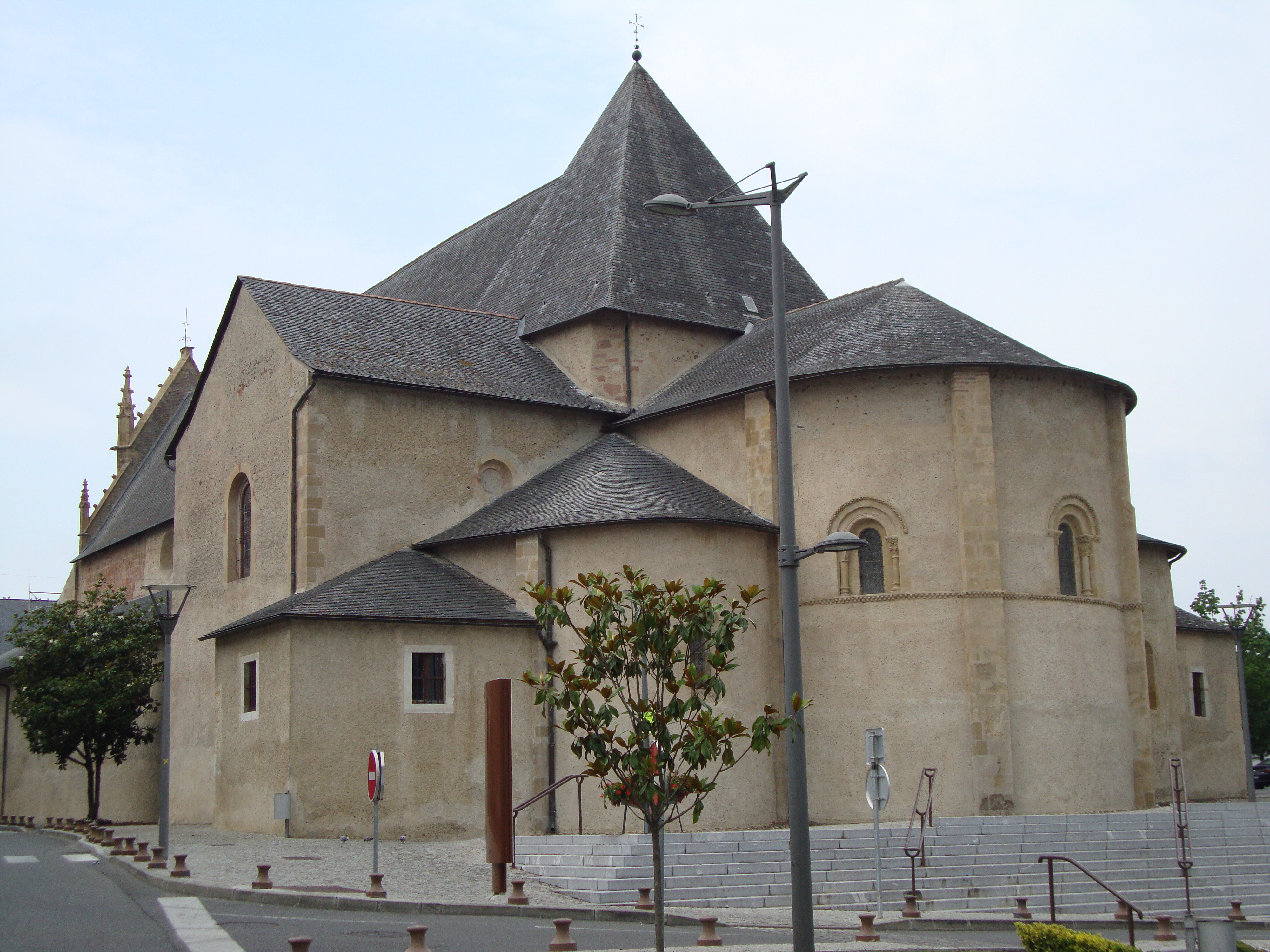
Церковь Св. Фе
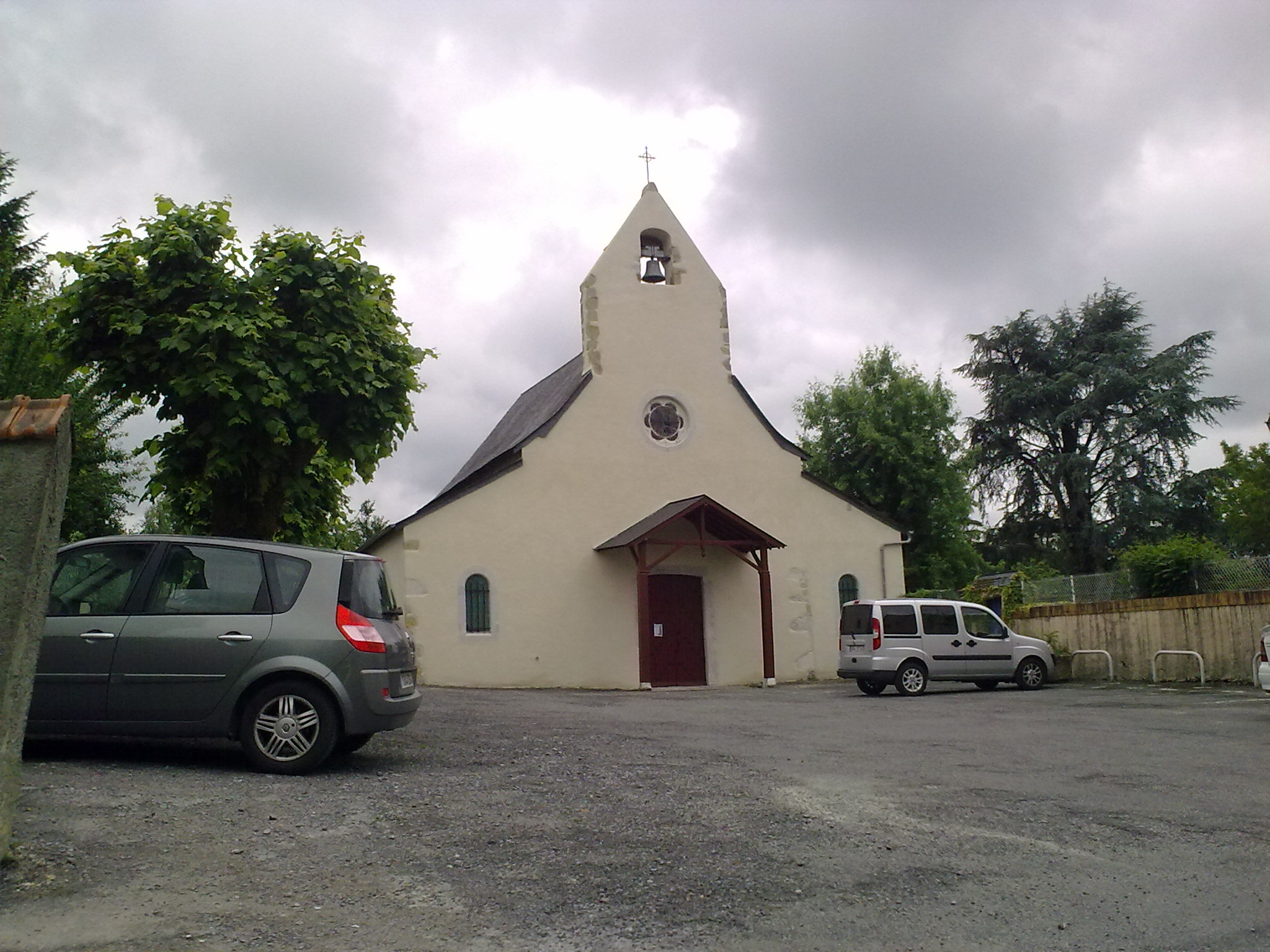
Церковь Св. Андрея
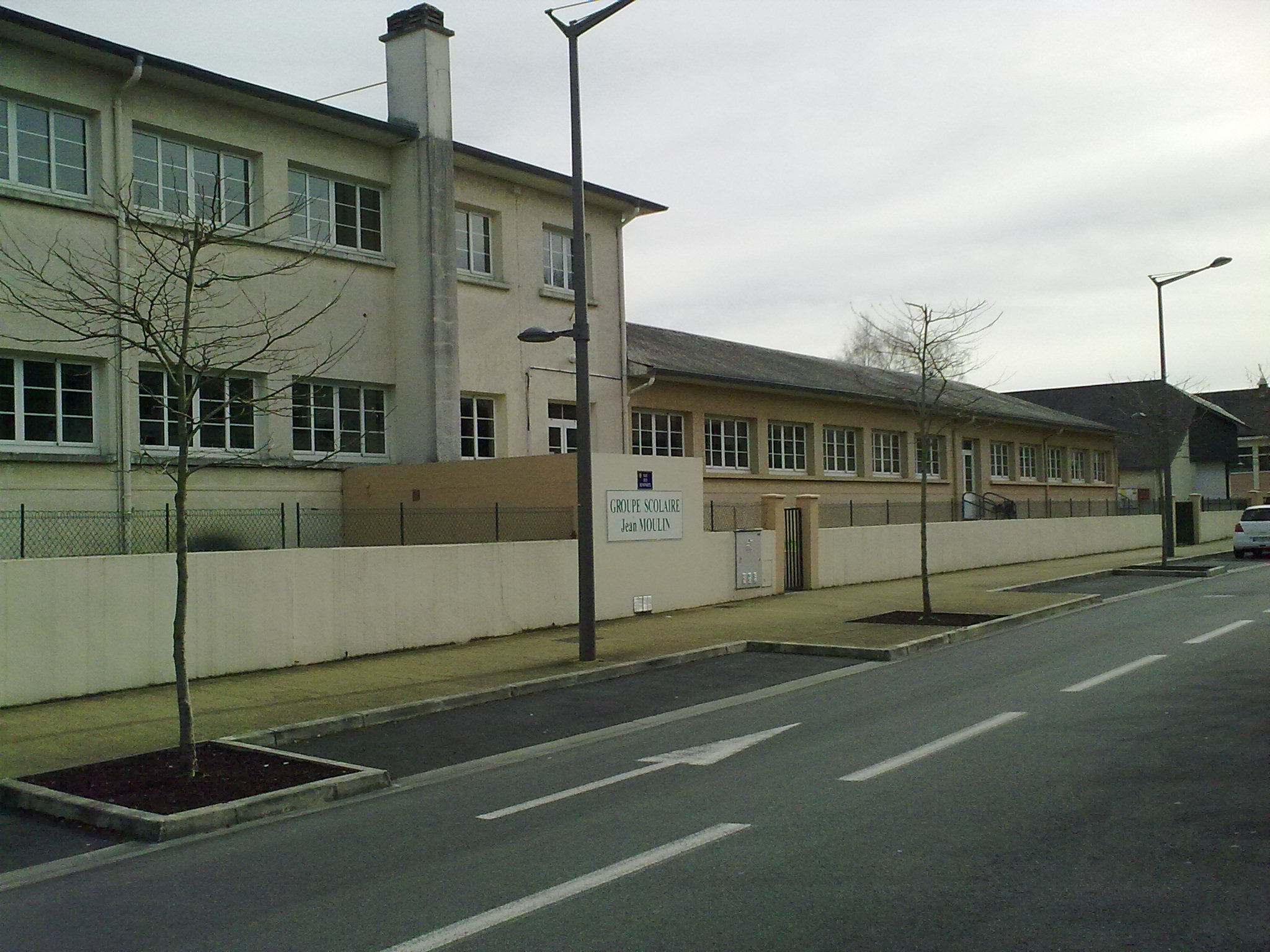
Школа
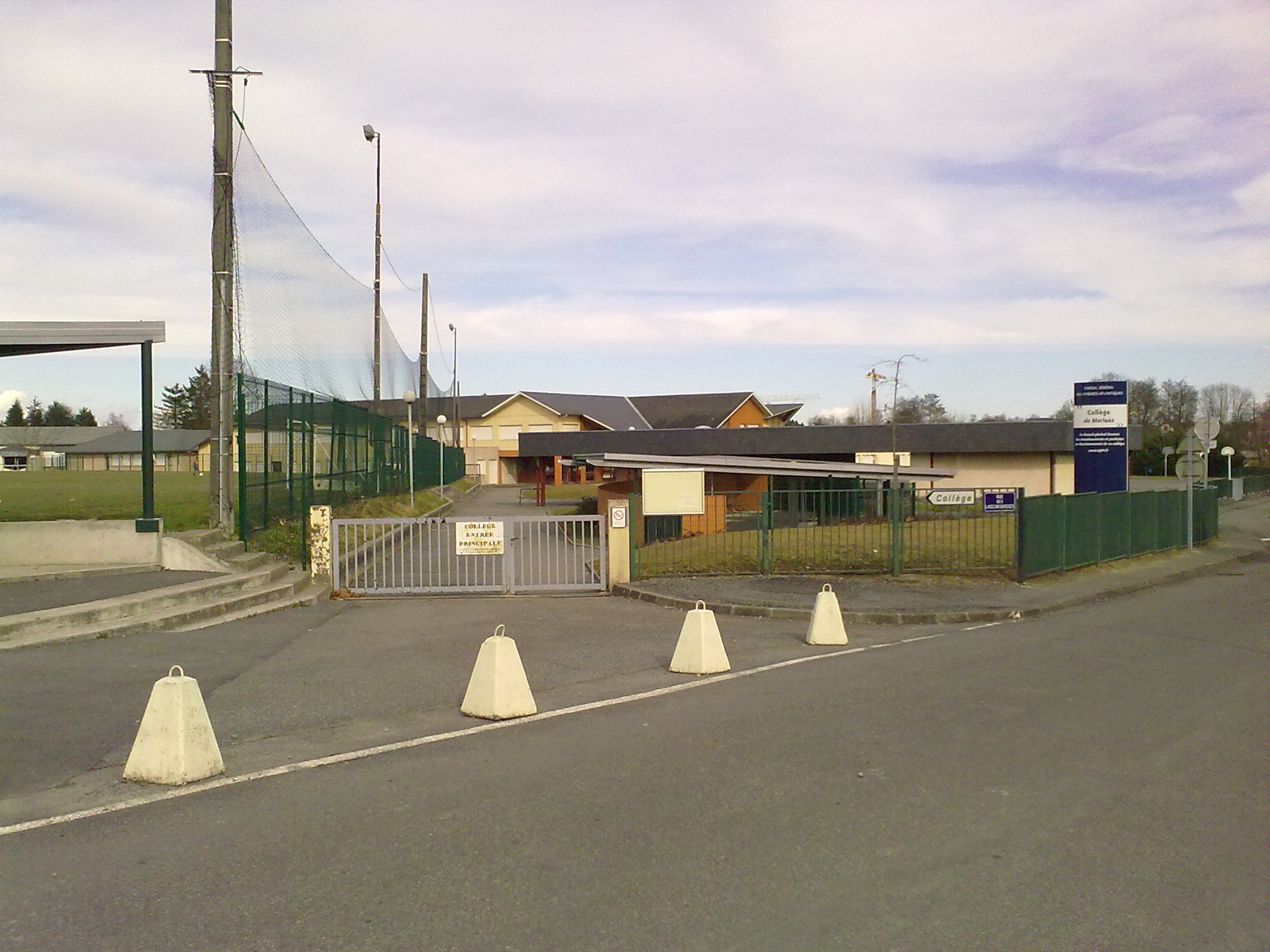
Коллеж
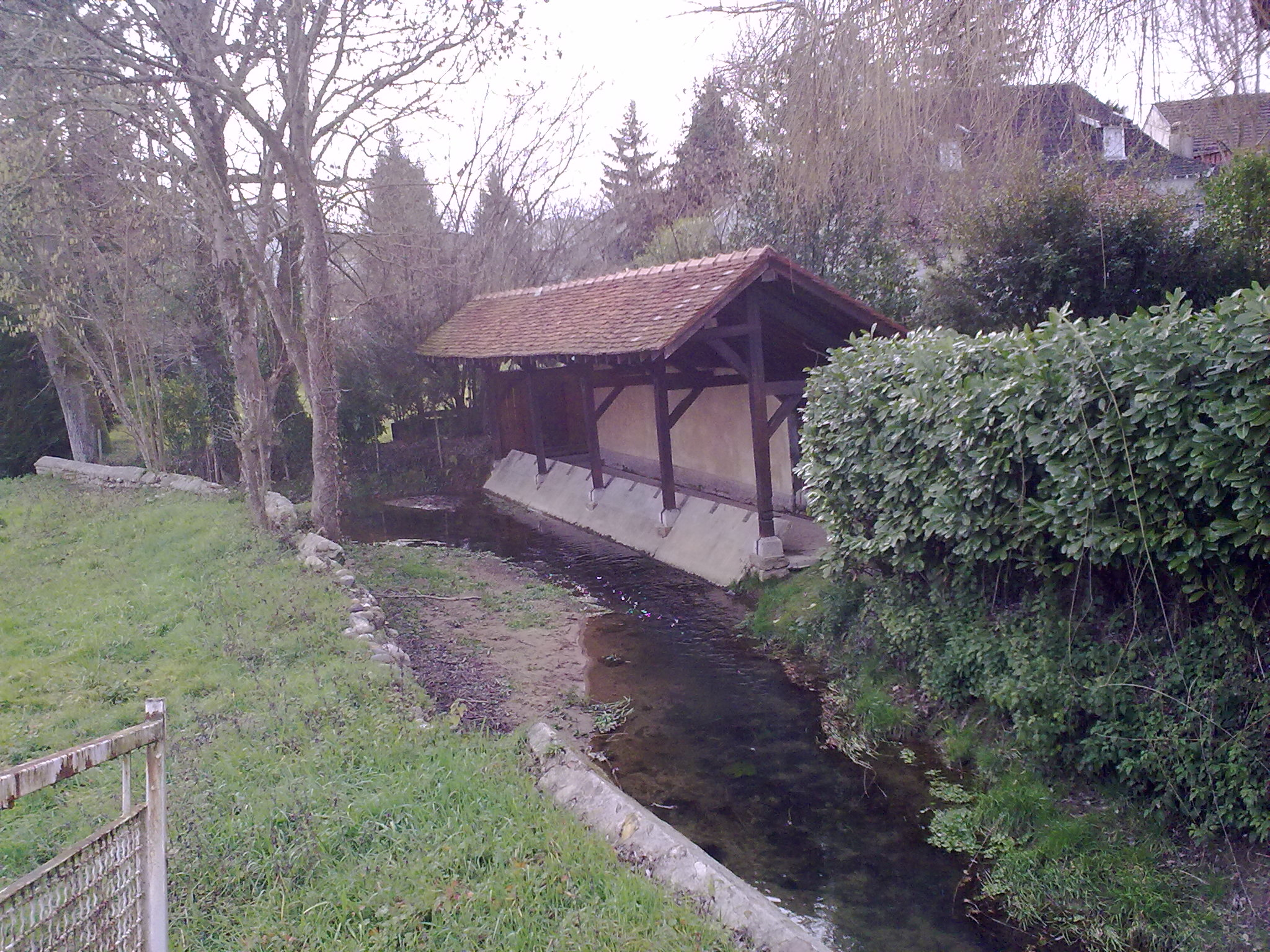
Старая общественная прачечная
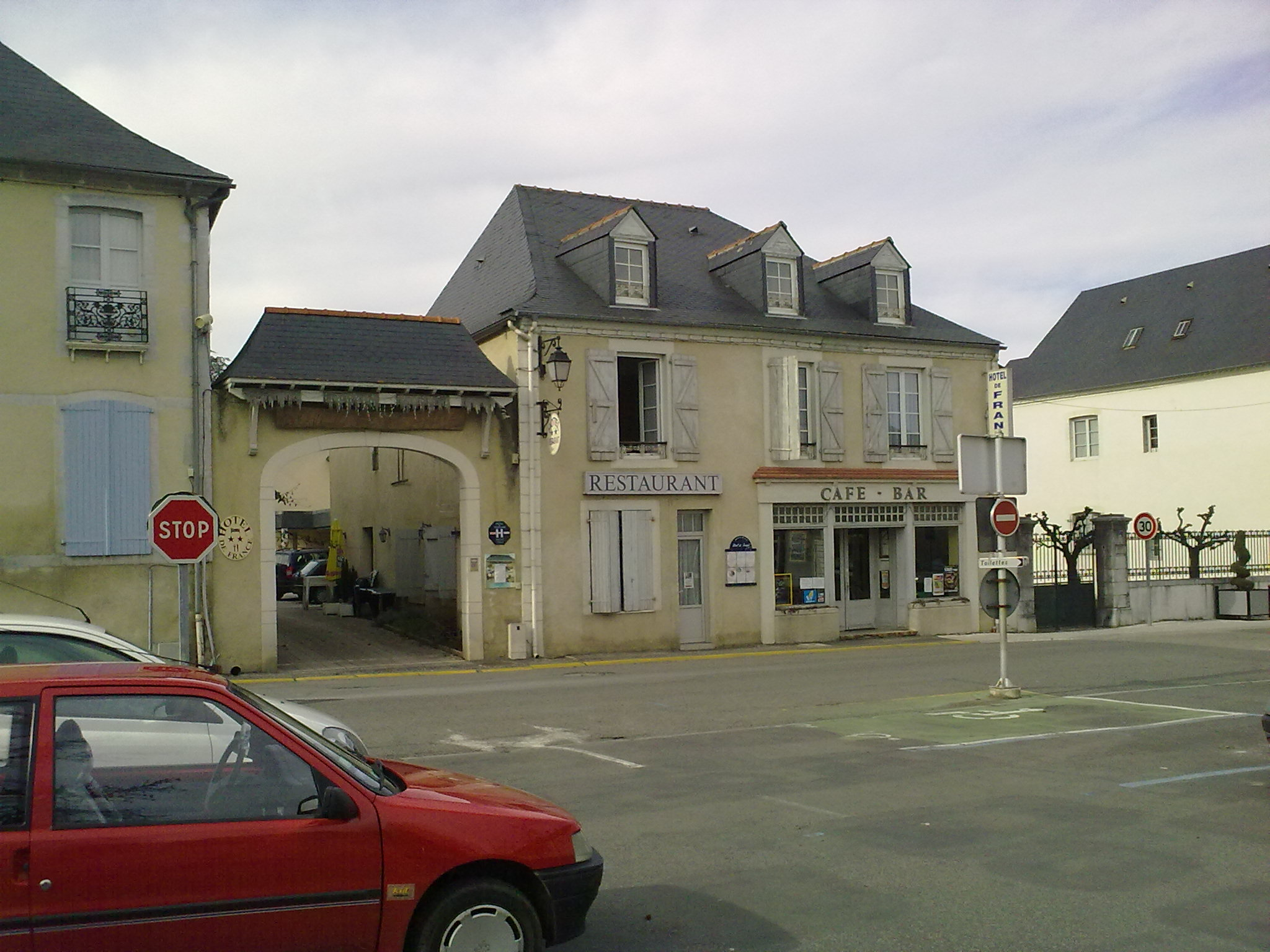
Отель-ресторан
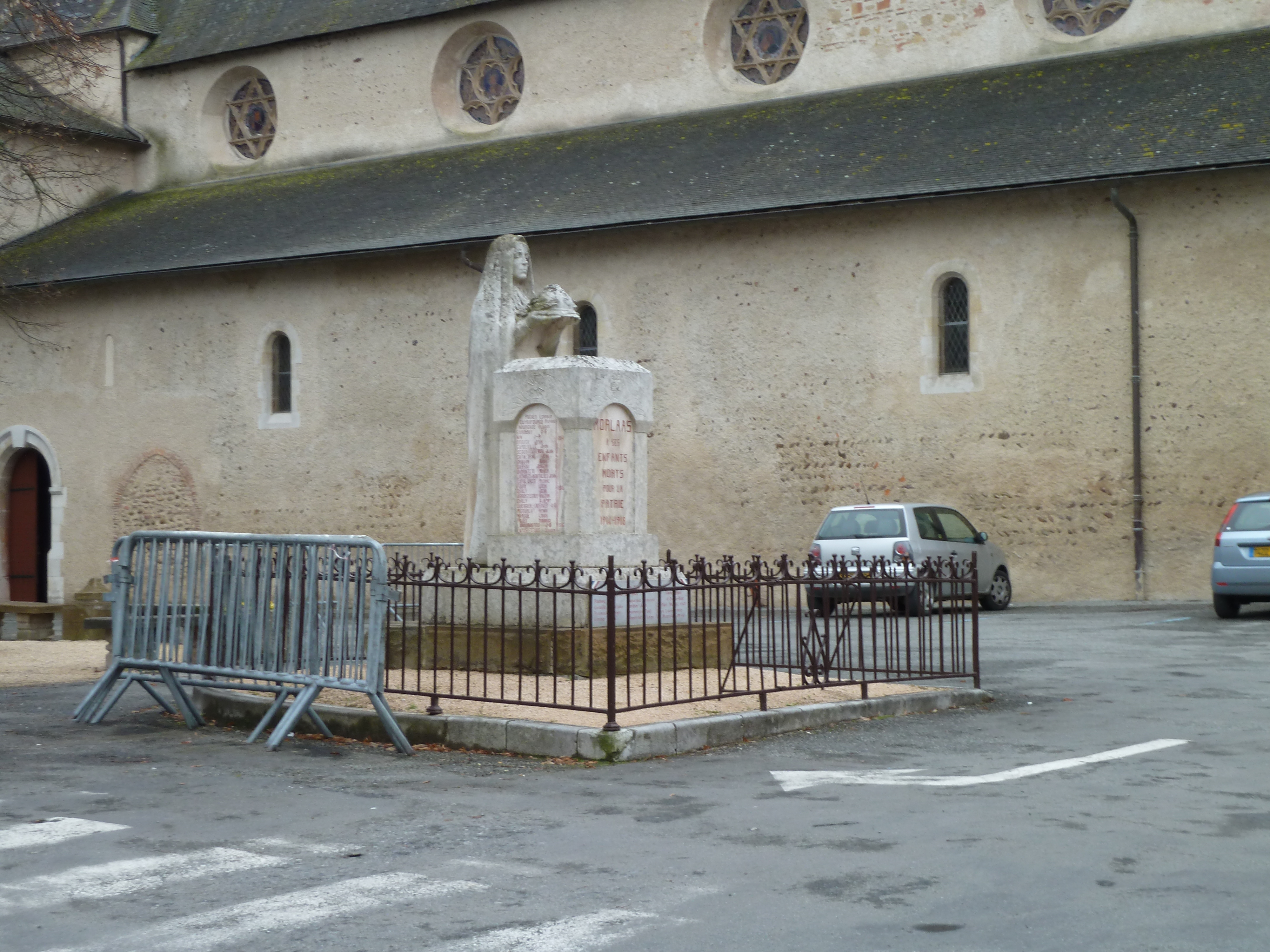
Военный мемориал